# Fundació Joan Miró
La Fundació Joan Miró si trova a Barcellona e possiede alcune delle opere più rappresentative del pittore catalano Joan Miró. Contiene più di 10.000 pezzi tra dipinti, sculture e tappezzerie, oltre a diversi disegni e schizzi.
L'idea di creare una fondazione nacque nel 1968 dallo stesso Joan Miró che desiderava trasformarla in un elemento che garantisse la possibilità di conoscere le tendenze dell'arte contemporanea, oltre a consentire che le sue opere fossero sempre a disposizione del pubblico.
La fondazione venne costituita ufficialmente nel 1975 e fu inaugurata il 10 giugno dello stesso anno sulla montagna del Montjuïc, in un edificio costruito dall'architetto Josep Lluís Sert, amico personale di Miró. Sert lo concepì come uno spazio aperto, con grandi terrazze e patio interni in modo da permettere una corretta circolazione dei visitatori. L'edificio venne ampliato nel 1986 inserendo una biblioteca e un auditorium.
La collezione della pinacoteca permette di percorrere la vita artistica di Miró, dai suoi primi schizzi ai quadri di grandi dimensioni che caratterizzarono l'ultima tappa della sua vita. Il museo utilizza anche i QRpedia per permettere ai visitatori di leggere la voce di Wikipedia riguardante gli oggetti nella collezione nella lingua che preferiscono.